# Ville Pörhölä
Frans Wilhelm "Ville" Pörhölä, ursprungligen Horneman, född 24 december 1897, död 28 november 1964 i Uleåborg, var en finländsk friidrottare.
Pörhölä blev olympisk mästare i kulstötning vid sommarspelen 1920 i Antwerpen samt Europamästare i släggkastning 1934.